# A Harmadik Birodalom (film)
A Harmadik Birodalom (angolul: Fatherland) 1994-ben bemutatott amerikai–cseh tévéfilm Robert Harris angol író azonos című, magyarul Führer-nap címmel megjelent regényéből.
A történet 1964-ben játszódik egy olyan alternatív világban, ahol a náci Németország győzedelmeskedett legalábbis az európai hadszíntéren. És egyfajta hidegháborús viszonyban áll az Egyesült Államokkal.
Bár tévéjáték, kivitelezése megfelelő költségvetésű mozifilmnek felel meg mind a díszletek minősége, mind a filmben szereplő sztárok tekintetében.

## Cselekmény
|  | Alább a cselekmény részletei következnek! |

A normandiai partraszállás kudarca következtében az amerikaiak kiszálltak az európai háborúból, Anglia kapitulált, és Londonban is náci kollaboráns bábkormány alakult. A náci Németország egész Európát bekebelezte, de az immár 80 éves Sztálin vezette Szovjetunió maradványaival elkeseredett, elhúzódó háborúban áll az Uralnál. Amerikával egyfajta hidegháborús viszony alakult ki ebben a különös, kétpólusú világban.
1964 áprilisában éppen Hitler 75. születésnapjára készülnek. Valamint az Egyesült Államok elnökének, Joseph P. Kennedynek a látogatására, amitől a hidegháború végét vagy legalábbis enyhülését várják.
Xavier March SS őrnagyot, a bűnügyi rendőrség nyomozóját egy hajnalon gyanús öngyilkossági ügy helyszínére hívják. A Führer egyik régi harcostársát, Josef Bühlert a házához közeli tóban találták holtan. March felfigyel rá, hogy a szemtanú, aki megtalálta a holttestet, Hermann Jost SS akadémista nem láthatta a holttestet az ösvényről. A fiú a keresztkérdésekre bevallja, hogy a tó körül három embert látott először, akik közül az egyikben Globus tábornokot, az állambiztonság, azaz a Gestapo vezetőjét ismerte fel.
Közben az elnöki látogatásra érkező amerikai újságírónő, Charlie Maguire kezébe nyomnak egy csoportképet egy nagyalakú borítékban azzal, hogy egy Stuckart nevű embertől valami hihetetlen titkot tudhat meg, ha felkeresi a lakásán a megadott címen. A nő az ismeretlen unszolására felkeresi a megadott házat, de Stuckartot holtan találja. Az újságírónő a rendőrségen találkozik March őrnaggyal, aki a csoportkép alapján megpróbálja kideríteni, hogy kik a képen látható személyek Bühleren és Stuckarton kívül. És hogy van-e összefüggés ez és a két öngyilkosságnak álcázott haláleset között.
Közben kiderül, hogy az ismeretlen férfi a körözött Luther volt külügyi államtitkár, akit műkincs csempészés vádjával köröznek.
Az őrnagy időközben azt deríti ki, hogy a csoportkép egy wannseei konferencián készült, amelyen különféle náci tisztviselők és SS tábornokok vettek részt. De Heydrich miniszter és Luther kivételével nem csupán Bühler és Stuckart, hanem valamennyien meghaltak a közelmúltban.
Luther a HÉV-en az újságírónőnek felajánlja, hogy ha az amerikai nagykövetség útlevelet ad neki és kisegíti Amerikába, cserébe felfedi a csoportkép és a háború legszégyenteljesebb titkát.
A férfit azonban az SS járőrök felismerik, és menekülés közben lelövik.
March őrnagy és az újságírónő úgy gondolja, ezzel minden szál megszakadt, amin továbbindulhatnának. Azonban rájönnek, hogy Luther rajta kívül nem a feleségének, hanem a titkos szeretőjének kért menedéket. Az újságírónő az amerikai követség tisztviselőjének kiadva magát felkeresi a szeretőt azzal, hogy az alku véglegesítéséhez szükség van Luther dokumentumaira. Megkönnyebbülésükre a dossziék tényleg a nőnél vannak, és át is adja őket.
A dokumentumokból viszont kiderül, hogy a háború óta folyó propaganda hazugság. A zsidók millióit nem kitelepítették keletre a megszállt területekre, hanem haláltáborokban meggyilkolták őket.
A Gestapo azonban a nyomukban van. March őrnagyot menekülés közben halálosan megsebesítik. Az újságírónő CBS-es kollégájára, Walter Elliotra bízza az anyagot, hogy juttassa el az elnökhöz. Kennedy elnök az utolsó pillanatban kapja kézhez a dokumentumokat. Átnézésük után megfordul, és mégsem megy el a várva-várt találkozóra Hitlerhez.
|  | Itt a vége a cselekmény részletezésének! |

## Szereplők
- Xavier March SS őrnagy – Rutger Hauer (Papp János)
- Charlie Maguire – Miranda Richardson (Kocsis Mariann)
- Nebe – Peter Vaughan
- Max Jäger – Michael Kitchen
- Anna von Hagen – Jean Marsh
- Luther – John Woodvine
- Globus tábornok – John Shrapnel
- Krebs tábornok – Clive Russell
- Klara – Clare Higgins
- Férfi a sötét autóban – Pavel Andel
- Helga Schröder, idegenvezető – Petronella Barker
- Leni Kalder – Sarah Berger
- Londiner – Jan Bidlas
- Vak katona – Stuart Bunce
- Álportás – Charles De’Ath
- Erkölcsrendészeti nyomozó – Neil Dudgeon
- Hitler – Rudolph Fleischer
- Walter Elliot, a CBS tudósítója – Garrick Hagon
- Alacsony férfi – David Hatton
- Hermann Jost – Rupert Penry-Jones
- Joe Kennedy amerikai elnök – Jan Kohout
- Pili – Rory Jennings
- Eisler, halottkém – Bob Mason
- SS tiszt az állomáson – David McAlister
- Fiatal rendőr – Petr Meissel
- Heinz – Patrick Opaterny
- Franz Krüger, igazgató – David Ryall
- Max Jäger felesége – Zdenka Sajfertová
- Amerikai nagykövet – Michael Shannon
- SS katona a sajtóbejáratnál – Milan Simácek
- Az SS kadétok edzője – Marek Vasut
- Első SS katona – Jan Vlasák

## Forgatási helyszínek

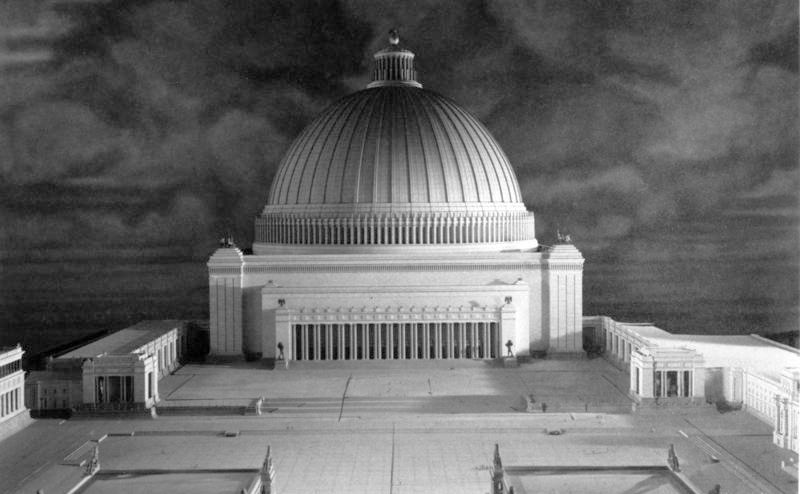
A filmben is látható Volkshalle, a Népek Csarnokának makettje.

Az utcai felvételek Prágában készültek. Megjelenik a Penta Hotel, a V Celnici utca, Prága újvárosa. A felvételekbe trükkel illesztették Albert Speer Germania terveinek egyes gigantikus épületeit.

## Érdekességek
- A filmben megjelenő személyek egy része Hitleren, Göbbelsen és Joseph P. Kennedyn kívül is azonosítható személy a náci Németország, az SS, illetve a wannseei konferencia történetéből. A történetben Heydrich a belügyminiszter és az SS vezetője, birodalmi marsall (mint Himmler illetve Göring, de róluk nem esik szó a filmben. Feltehetően ekkorra már meghaltak vagy visszavonultak.). Josef Bühler, Martin Luther külügyi államtitkár (a filmben második keresztneve szerint Franz), Nebe a bűnügyi rendőrség vezetője, Stuckart belügyi államtitkár.

Jost kadét filmben említett apja szintén létező személy volt: Heinz Jost (1904–1964).
A Gestapo főnöke, Globus tábornok a regényben Odilo Globocnik, s ott a Globus csupán gúnyneve. Otto Globocnik Heydrich bizalmi embere volt. Az első lengyelországi náci haláltáborok irányítója.
- A filmben Martin Luther volt náci külügyi államtitkárt második keresztneve alapján Franz Lutherként emlegetik. Ennek feltehetően az lehetett az oka, hogy egy eleve fikciós filmre készült nézők megdöbbentek volna rajta, mit keres Luther Márton egy ilyen filmben, s ez elvonta volna a figyelmüket. Kései névrokona, Luther volt náci külügyi államtitkár neve ugyanis csak szűkebb történészi körökben ismert.
- Nehéz megmondani, hogy van-e dramaturgiai oka, hogy az archívumban a wannseei konferencia résztvevőinek nevei a kidobott lyukkártyákon helyesek, csak pont a kulcsszereplők keresztnevei nem egyeznek. Bühler itt Josef helyett Joseph, Luther és Stuckart pedig Richard. Stuckart valódi keresztneve egyébként Walther helyett valójában Wilhelm volt. Lehetséges, hogy a jelenet felvétele után módosították a keresztneveket.
- A wannseei konferenciára a világ éppen Martin Luther külügyi államtitkár számára küldött meghívó levél előkerülésével figyelt fel.
- Wilhelm Stuckart belügyi államtitkár mint történelmi személyiség szerepel Bereményi Géza A tanítványok című filmjében is.
- A film díszleteinek stílusa inkább a nácik és az NDK dizájnvilága között mozog, amivel talán azt kívánják sugallni, hogy az NDK bizonyos értelemben folytatója a Hitleri Németországnak. Wartburg kocsik, köztéri szobrok, utcai politikai plakátok, ...

A gigantomán épületek, a „Dicsőség Csarnoka”, diadalív viszont Albert Speer eredeti tervei alapján készültek.
Az NSZK gyártmányú kocsik valahogy kevésbé keltik ezt a hatást az NSZK-ra nézve. Talán mert azokat köztudomásúlag korábban is gyártották ilyen típusneveken (Mercedes, Volkswagen, ...). De emögött aligha lehet szándékosság.
- Germania valójában a végső győzelem utáni Berlin új neve lett volna, nem Németországé vagy a nácik megszállta Európáé.

## Díjak és jelölések
- Miranda Richardson – Golden Globe-díj – Legjobb női mellékszereplő tévés produkcióban (1995)
- Rutger Hauer – több jelölés neves fesztiválokon (például Golden Globe-ra), de díjat nem kapott